# コルクス
コルクス株式会社 （英: COLX Corporation）は、茨城県つくば市に本社を置くソフトウェア開発企業。特に組み込みソフトウェア開発では、多くの開発実績を持つ。

## 沿革
- 1996年9月、有限会社コルクスとして会社設立。創業スタッフ数3名、本社：茨城県土浦市。
- 1997年3月、初のファームウェア開発案件を受注(硬貨認識機)。
- 1997年7月、初の顧客常駐ファームウェア開発案件受注(デジタルスチルカメラ)。
- 1998年12月、本社を茨城県つくば市に移転。
- 1999年8月、研究部門設置。
- 2000年4月、Webコンテンツ/システム作成請負立ち上げ。
- 2002年12月、USBe!サポートサービス開始。
- 2003年12月、東京デザインセンター開設。